# Tumannost Andromedi
Tumannost Andromedi (rus: Туманность Андромеды "La nebulosa Andrómeda") és una pel·lícula de ciència-ficció soviètica de 1967 protagonitzada per Serguei Stoliarov i dirigida per Ievgueni Xersotobitov als Estudis de Cinema Dovjenko. Originalment, la pel·lícula estava pensada per ser el primer episodi d'una sèrie de pel·lícules, titulades alternativament com La nebulosa d'Andròmeda: Episodi I. Presoners de l'estrella de ferro, però les parts restants mai es van fer a causa de la mort d'Stòliarov.

## Trama
La pel·lícula està basada en la novel·la homònima d'Ivan Iefremov de 1957. Segueix la història d'un grup d'humans a la nau espacial Tantra que tenen l'encàrrec d'investigar el planeta natal d'una raça alienígena. Descobreixen que la radioactivitat artificial ha matat gairebé tota la vida d'aquest planeta. Durant el viatge cap a casa, la nau queda atrapada per la força gravitatòria d'una estrella de ferro i aterra en un planeta que orbita l'estrella. Envoltat de depredadors que destrueixen el sistema nerviós humà mitjançant vestits espacials, la tripulació ha de lluitar per tornar a veure la Terra.

## Repartiment
| Actor                 | Paper        |
| --------------------- | ------------ |
| Serguei Stoliarov     | Dar Veter    |
| Vija Artmane          | Veda Kong    |
| Nikolai Kriukov       | Erg Noor     |
| Tatiana Voloixina     | Niza Krit    |
| Lado Tskhvariashvili  | Mven Mas     |
| Aleksandr Gaj         | Pur Zhis     |
| Roman Khomiatov       | Kim          |
| Liudmila Txursina     | Louma Lasvi  |
| Marina Iurasova       | Ingrid Ditra |
| Guennadi Iukhtin      | Eon Tal      |
| Aleksandr Goloborodko | Ren Boz      |
| Valeri Panarin        | Holm         |